# Tamás Rosenberg

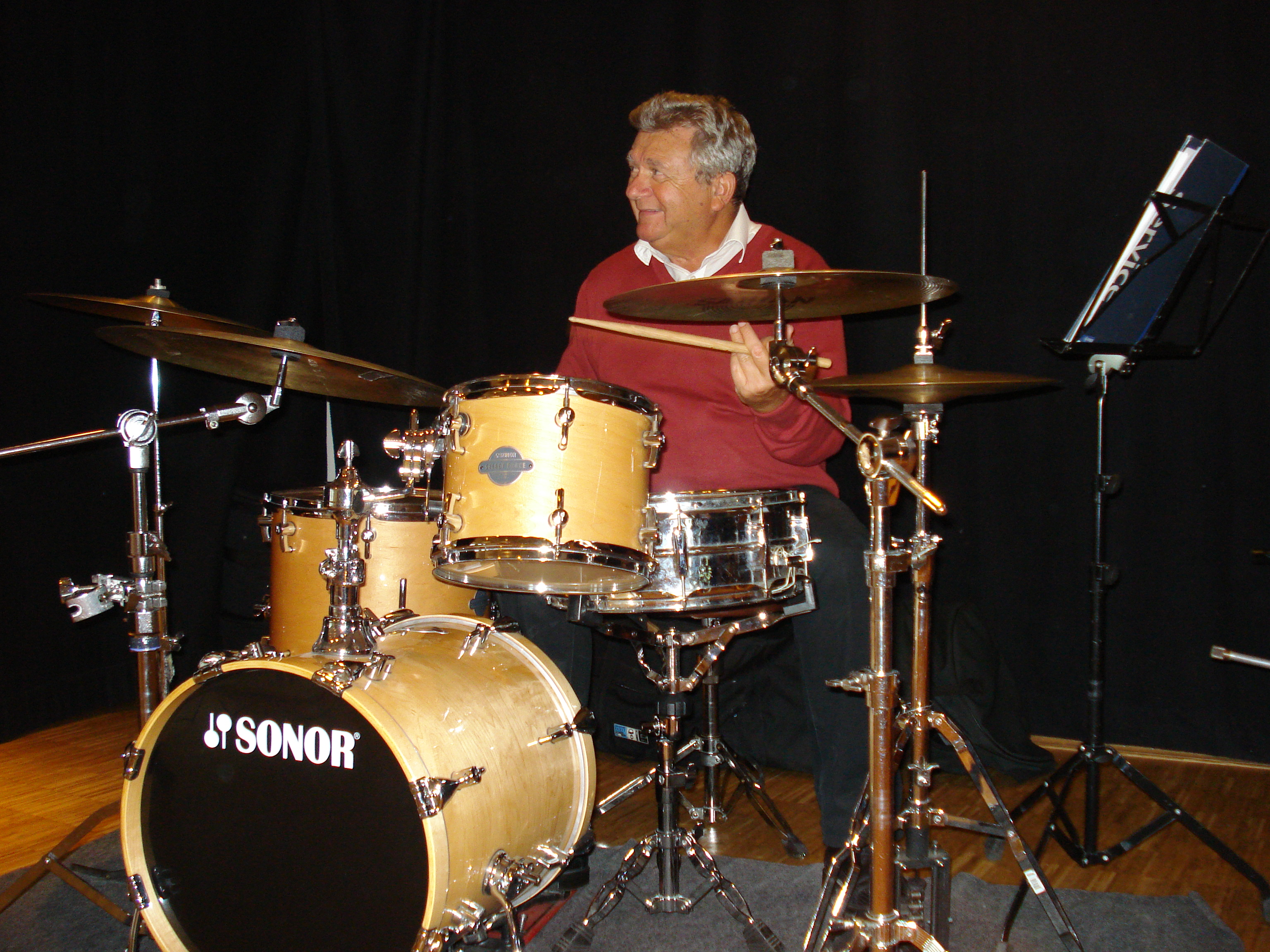
Tommy Rosenberg

Tamás 'rongy' Rosenberg (Tommy Rosenberg) (* 30. August 1947 in Budapest,   Ungarn) ist ein deutscher Schlagzeuger und Komponist ungarischer Herkunft.

## Leben und Werk
Rosenberg studierte an der Jazz-Fakultät des Béla-Bartók-Konservatoriums in Budapest, wo er 1969 sein Diplom ablegte. Er ist einer der Pioniere der ungarischen Popmusik und hat Ende der 1960er Jahre als Schlagzeuger bei den ungarischen Pop- und Rockbands Scampolo und  Atlasz mitgewirkt.
Er arbeitete als Studio-Musiker in Radio-, Film-, Fernseh- und Theaterproduktionen in Ungarn. Von 1969 bis 1972 war er Mitglied der Jazz-Quartette von Rudolf Tomsits und Aladár Pege, mit denen er Auftritte bei internationalem Jazz-Festivals in Berlin, Montreux, Wien und Palermo absolvierte. 1972 bis 1975 gab er Gastspiele im Ausland mit der Atlas Band, die  Josephine Baker in München begleitete.
Seit 1975 lebt Rosenberg in München; zunächst spielte er im Udo Jürgens Orchester. Danach war er mehrere Jahre Bandleader und Schlagzeuger der Michael-Schanze-Show im ZDF und spielte in der John West Big Band. In den 1980er und 90er Jahren arbeitete er mit Klaus Doldinger, Ack van Rooyen oder Art Farmer und begleitete die Sänger Julia Migenes, Barry Manilow und Engelbert Humperdinck.
Ende der 1990er Jahre gründete er sein Jazz-Trio Tommy Rosenberg Trio mit György Vukán (Pianist) und Garry Todd/Balázs Berkes (Bassisten), das neben Live-Auftritten auch zwei Alben mit eigenen Kompositionen veröffentlichte.

## Diskografische Hinweise

### Tommy Rosenberg-Trio
- 1999: It is time to go – EGAL-Musikverlag und Produktion
- 2006: Connections – LPM Musikverlag – Artists Studio

### Weitere Alben
- 1995: Bernhard Ullrich Quartett Swing-Zwang – EGAL Musikverlag und Produktion
- 2010: Gary Todd Ensemble: Images – Lunch Productions Deutschland

## Presse
- Süddeutsche Zeitung vom 25. März 2004 „Schwere Standards mit leichter Hand“
- Münchner Merkur vom 25. März 2004 „Einfach genial“
- Süddeutsche Zeitung vom 20. Juni 2004 „Swing Pur“
- Münchner Merkur vom 10. Dezember 2004 „New Yorker Jazz vom Feinsten“
- ISAR-Loisachbote 22. März 2006 „Improvisierte Reflexionen“
- Neueste Nachrichten  vom 27. März 2006 „Der Weg der Verfeinerung“
- Münchner Merkur vom 18. Januar 2007 „Gratwanderung auf hohem Niveau“
- Süddeutsche Zeitung vom 23. Januar 2007  „Beredte Verbindungen ohne verbindende Worte“